# 安特耶·弗兰克
安特耶·弗兰克（德語：Antje Frank，1968年6月5日—），德国女子赛艇运动员。她曾代表德国参加1992年夏季奥林匹克运动会赛艇比赛，获得女子四人单桨无舵手铜牌。